# Cheng Dawei
Dans ce nom chinois, le nom de famille, Cheng, précède le nom personnel.
Cheng Dawei (1533-1606), également connu en tant que Da Wei Cheng ou Ch'eng Ta-wei, est un mathématicien chinois surtout connu comme l'auteur du Suanfa Tongzong (Source générale des méthodes de calcul). Il a été décrit comme « le plus illustre arithméticien chinois ».

## Biographie
Presque tout ce qui est connu au sujet de sa vie est contenu dans un passage écrit dans la préface du livre d'un de ses descendants, quand le livre était en cours de réimpression:
Dans sa jeunesse, mon ancêtre Da Cheng Wei était scolairement doué, mais bien qu'il fût bien versé dans les questions de recherche, il a continué à exercer sa profession comme un sincère agent local, sans devenir un savant. Il n'a jamais à la traîne sur les écritures classiques ou sur les écritures de l'antiquité avec l'ancien style de caractères, mais il était particulièrement doué en arithmétique. Dans sa jeunesse, il a visité les salons de Wu et de Chu. Quand il a rencontré des livres qui parlaient de "champs carrés" ou "grains avec la cosse supprimée" ... il n'a jamais regardé le prix avant d'acheter. Il a interrogé de respectables vieillards qui ont de l'expérience dans la pratique de l'arithmétique et progressivement et inlassablement il a créé sa propre collection de problèmes difficiles.
Cheng Dawei n'était pas un mathématicien professionnel. À partir de la description citée ci-dessus, on peut en déduire qu'il doit avoir beaucoup voyagé. Il doit aussi avoir été plutôt riche puisqu'il a acheté des livres sans en demander le prix. De plus, nous pouvons voir qu'il était un fervent collectionneur de livres sur les mathématiques. Ceci est confirmé par le contenu de son travail dans la Source générale des méthodes de calcul qui est essentiellement une compilation de problèmes à partir d'œuvres antérieures.

## Source générale des méthodes de calcul
La Source générale des méthodes de calcul a été publiée pour la première fois en 1592. Il s'agit essentiellement d'arithmétique générale pour le boulier. Bien qu'il n'y ait rien de particulièrement original à propos de ce livre, il a été réédité plusieurs fois et est devenu très populaire. Au-delà du cercle limité des mathématiciens, il doit avoir atteint un vaste public populaire. Sa popularité doit avoir continué à l'époque moderne comme on peut le voir à partir d'une remarque faite par un historien des mathématiques chinoises contemporain : « de nos jours, les différentes éditions de l'ouvrage peuvent encore être trouvées en Chine et les personnes âgées récitent encore les formules versifiées et  parlent des problèmes difficiles qu'il contient. ».
Le livre contient 595 problèmes divisés en 12 chapitres. Selon Jean-Claude Martzloff, historien des mathématiques chinoises, « (...) à la différence des auteurs des vénérables classiques, Cheng Dawei n'a pas peur du superflu ou de la verbosité. Son livre est encyclopédique, pot-pourri d'idées qui contient tout de A à Z concernant la mystique chinoise des nombres (les carrés magiques, ... génération des huit trigrammes, musique des tubes), comment le calcul devrait être enseigné et étudié, le sens des  termes techniques arithmétiques, le calcul sur le boulier avec ses tables qui doivent être apprises par cœur, l'histoire des mathématiques chinoises, les récréations mathématiques et curiosités mathématiques de toutes sortes. ».

## Musée des bouliers Cheng Dawei
Dans la ville de Huangshan dans le sud de la province d'Anhui, se trouve un musée de bouliers portant le nom de Cheng Dawei. Il contient plus de 1 000 bouliers et 3 000 copies de documents connexes exhibés dans les vitrines. Ces bouliers sont faits d'or, d'argent, d'ivoire, de jade, de pierre, de bois dur, avec différentes formes.